# 楊立明
楊 立明（よう りつめい、1953年 - ）は、北京出身の文化人類学者。 早稲田大学国際教養学部教授。

## 著書

### 主な学術論文
- 中国語のリズム（その１）−−「フット」と「持続時間」を中心に 2004.(59),1-20 早稲田大学語学教育研究所紀要
- 中国語「岐義文」の意味判定における文ストレスの役割 2003.(58),33-50 早稲田大学語学教育研究所紀要
- 中国語の文ストレス（重音）の音声的特徴 2002.(57),103-121 早稲田大学語学教育研究所紀要
- 漢語常用詞声調分布情況的分析 1991.(43),56-68 早稲田大学語学教育研究所紀要
- 語和書面語的界限及其在漢語教学実践中的応用 1986.(33),53-64 早稲田大学語学教育研究所紀要

### 共著
- 『留学生的心声』牧田英二との共著 同学社
- 『新編　例文中心初級中国語』牧田英二との共著 同学社

### 共編著
- 『新版　中国文化基礎知識』中山時子監修 郭春貴・孟広学との共編著 東方書店